# Hymenophyllum lobatoalatum
Espèce
Hymenophyllum lobatoalatum est une fougère de la famille des Hyménophyllacées.

## Description
Cette espèce a les caractéristiques suivantes :
- son rhizome est long et filiforme ;
- tout le rachis est ailé ; le pétiole est épais et court ;
- les frondes, pendantes, moins robuste de Hymenophyllum pyramidatum, peuvent atteindre 60 centimètres de long pour huit centimètres de large ;
- le limbe est divisé deux fois ; il compte jusqu'à 50 paires alternes de divisions primaires ;
- les divisions primaires sont triangulaires et profondément lobés avec sept à douze paires de lobes, non séparés ; elles ont de deux à quatre centimètres et demi de long sur six à onze millimètres de large ;
- la membrane est absente de l'axe de la division primaire sur la face inférieure du limbe (il s'agit du principal l'élément la différenciant de Hymenophyllum pyramidatum) ;
- la plante est abondamment couverte de poils en étoile très caractéristiques du sous-genre Sphaerocionium ;
- Les sores, solitaires, sont portés par l'extrémité d'un segment ou d'un lobe, majoritairement à la partie terminale du limbe ;
- l'indusie est formée deux lèvres aussi larges que longues et couvrant intégralement les grappes de sporanges.

## Distribution
Cette espèce est présente en Amérique du Sud andine : Colombie, Équateur, Pérou.
Elle est principalement épiphyte des troncs d'arbres de forêts pluviales.

## Historique
En 1844, Johann Friedrich Klotzsch cite une première fois cette espèce collectée par Hipólito Ruiz López au Pérou dans la province de Panathua, espèce qu'il croit être Sphaerocionium interruptum C.Presl. Voir en particulier l'exemplaire de Hipólito Ruiz López dans l'herbier du jardin et musée botaniques de Berlin-Dahlem (en lien externe).
En 1847, Johann Friedrich Klotzsch revient sur cette détermination en constatant qu'il s'agit d'une espèce nouvelle qu'il nomme Hymenophyllum lobato-alatum.
En 1891, Richard Emil Benjamin Sadebeck cite par erreur Hymenophyllum lobato-papillosum Klotzsch pour Hymenophyllum lobato-alatum Klotzsch, cette erreur devenant par conséquent le synonyme Hymenophyllum lobato-papillosum Sadeb..
En 1904, Georg Hans Emmo Wolfgang Hieronymus la transforme en variété de Hymenophyllum pyramidatum : Hymenophyllum pyramidatum var. lobatoalata (Klotsch) Hieron..
En 1906, Carl Frederik Albert Christensen fait de Hymenophyllum lobatoalatum Klotsch un synonyme à part entière de Hymenophyllum pyramidatum (synonymie reprise par l'index IPNI) et non une variété mais Hymenophyllum lobatoalatum Klotsch est une espèce considérée maintenant comme différente, en particulier par Morton, Stolze et Ebihara et al.
En 1974, Conrad Vernon Morton la place dans la sous-section Plumosa de la section Sphaerocionium du sous-genre Sphaerocionium du genre Hymenophyllum.
En 1973, Rodolfo Emilio Giuseppe Pichi Sermolli la reclasse dans le genre Sphaerocionium :  Sphaerocionium lobatoalatum (Klotzsch) Pic.Serm..
Enfin, en 2006, Atsushi Ebihara, Jean-Yves Dubuisson, Kunio Iwatsuki, Sabine Hennequin et Motomi Ito confirment le classement d'origine dans le genre Hymenophyllum et la placent dans le sous-genre Sphaerocionium comme espèce représentative de ce sous-genre.

## Position taxinomique
Hymenophyllum lobatoalatum appartient au sous-genre Sphaerocionium.
L'épithète spécifique comporte à l'origine un tiret (lobato-alatum) ; conformément au code actuel de botanique, le tiret peut être ôté.
Cette espèce compte trois synonymes liés aux reclassements de la famille des Hymenophyllacées :
- Hymenophyllum pyramidatum var. lobatoalata (Klotzsch) Hieron.
- Hymenophyllum lobato-papillosum Sadeb.
- Sphaerocionium lobatoalatum (Klotzsch.) Pic.Serm.